# Arte macedônica

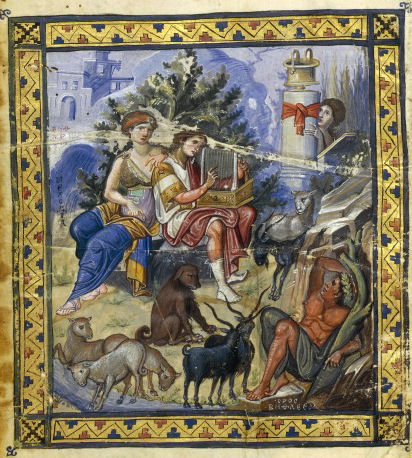
Davi tocando harpa. Saltério de Paris

A arte macedónica foi um período da arte bizantina que começou com o reinado de imperador Basílio I, o Macedônio em 867. Foi o período seguinte ao fim das proibições dos ícones (iconoclastia) e durou até a queda de sua dinastia no meio do século XI. Coincidiu com a Renascença otoniana na Europa Central e Meridional. Nos séculos IX e X, a situação militar do império melhorou e a arte a arquitetura reviveram.
Nova igrejas foram encomendadas e o estilos dos mosaicos em igrejas padronizou-se. Os melhores exemplos são o Mosteiro de São Lucas na Grécia continental e a igreja principal do Mosteiro Novo na ilha de Quios. Os afrescos livres em Castelseprio na Itália também estão ligados, segundo muitos historiadores, à arte de Constantinopla do período.  Houve um renascimento do interesse em temas clássicos (dos quais o Saltério de Paris é um testemunho importante) e técnicas mais sofisticadas foram usadas para representar figuras humanas.  
Embora as esculturas monumentais são raras na arte bizantina, o período macedónico viu um florescimento impressionante da arte da escultura em marfim. Muitos trípticos e dípticos em marfim sobreviveram, com o painel central geralmente representando ou deesis (como no Tríptico de Harbaville) ou a Teótoco (como no Tríptico Wernher do Museu Britânico, datado do século X). Por outro lado, túmulos em marfim (como Museu Vitória e Alberto), muitas vezes apresentam motivos seculares, ao estilo da tradição helenística, mostrando uma tendência ao gosto clássico na arte bizantina.